# 染谷美代子
染谷 美代子（そめたに みよこ）は、1973年度ミス・ユニバース日本代表である。

## 来歴・人物
茨城県稲敷郡新利根村（現在の稲敷市）出身。家事手伝いをしていた22歳のときミス・ユニバースに応募し、関東地区代表となった。1973年（昭和48年）3月23日、大阪市のABCホールで開かれた日本大会で代表に選出された。「これまでは『ジャンボ』と言われました。これで『大きいことはいいことだ』と自信を持てます」と喜びを語った。同年7月、ギリシアのアテネで開かれた世界大会に出場し、「トップ12」を獲得した。翌1974年（昭和49年）坪井江里子、青木明美と共に『週刊朝日』の座談会に参加した。